# RM (rapper)
Đây là một tên người Triều Tiên, họ là Kim.
Kim Nam-joon (tiếng Hàn: 김남준; sinh ngày 12 tháng 9 năm 1994), thường được biết đến với nghệ danh RM (trước đây là Rap Monster), là một nam rapper, nhạc sĩ và nhà sản xuất âm nhạc người Hàn Quốc. Anh là trưởng nhóm của nhóm nhạc nam Hàn Quốc BTS.
Anh phát hành mixtape solo đầu tay RM vào năm 2015. Năm 2018, anh phát hành mixtape thứ hai Mono, đạt vị trí cao nhất ở vị trí số 26 trên Billboard 200 của Hoa Kỳ và trở thành album có vị trí cao nhất của một nghệ sĩ solo Hàn Quốc trong lịch sử bảng xếp hạng. Anh cũng hợp tác với nhiều nghệ sĩ như Wale, Younha, Warren G, Gaeko, Krizz Kaliko, MFBTY, Fall Out Boy, Primary, Lil Nas X, Erykah Badu và Anderson .Paak.

## Tiểu sử
Kim Nam-joon sinh ngày 12 tháng 9 năm 1994 tại Dongjak-gu, Seoul, Hàn Quốc và lớn lên tại Ilsan-gu, Goyang, nơi gia đình anh chuyển đến khi anh khoảng 4 hoặc 5 tuổi. Anh là con cả trong gia đình và có 1 em gái. Khi còn nhỏ, RM dành phần lớn thời gian học tiếng Anh thông qua việc xem bộ phim truyền hình hài kịch Friends cùng mẹ. Khi còn là học sinh, anh tích cực viết thơ và thường nhận được nhiều giải thưởng cho các tác phẩm của mình. Anh đăng tải các tác phẩm của mình trên một trang web thơ trực tuyến trong khoảng 1 năm, nơi anh nhận được sự chú ý vừa phải. Chính vì vậy, RM bày tỏ sự quan tâm đến việc theo đuổi sự nghiệp văn học, nhưng lại quyết định từ bỏ. Năm 12 tuổi, anh du học tại New Zealand trong 4 tháng.
Khi học lớp 5 vào năm 11 tuổi, RM trở nên hứng thú với dòng nhạc hip hop sau khi nghe bài hát "Fly" của Epik High. Cảm nhận được sự an ủi mà bài hát mang lại, anh quyết định tìm hiểu sâu hơn về thể loại này. Anh cũng được giáo viên tại trường giới thiệu về âm nhạc của nam rapper người Mỹ Eminem, điều này khơi dậy sự quan tâm của RM đối với ca từ. Anh sẽ in những ca từ mà anh cảm thấy "ngầu" và chia sẻ chúng với bạn bè của mình. RM bắt đầu sáng tác nhạc vào thời điểm này, cho biết thơ của anh đã trở thành ca từ khi kết hợp chúng với âm nhạc. Năm 2007, khi còn là học sinh năm nhất tại trường trung học, anh bắt đầu đọc rap trong giới hip hop underground tại địa phương, lần đầu tiên sản xuất bài hát do chính anh sáng tác bằng chương trình Adobe Audition (trước đây là Cool Edit) và sau đó tham gia buổi hòa nhạc đầu tiên của mình vào năm 2008. RM trở nên hoạt động tích cực hơn trong giới hip hop underground tại Hàn Quốc với nghệ danh Runch Randa, phát hành một số bài hát và hợp tác với các rapper khác thuộc giới underground như Zico.
Tại trường, RM có chỉ số IQ là 148 và được xếp vào top 1% học sinh đạt điểm cao nhất toàn quốc cho kỳ thi tuyển sinh đại học với các bộ môn như ngữ văn, toán, ngoại ngữ và nghiên cứu xã hội. Cũng vì thành tích học tập xuất sắc mà cha mẹ của anh không khuyến khích anh theo đuổi sự nghiệp âm nhạc, RM đành tạm gác lại niềm đam mê âm nhạc sang một bên để chuyên tâm học hành. Sau cùng, anh thuyết phục mẹ cho phép mình trở thành một rapper khi thổ lộ với bà rằng, "mẹ muốn có một cậu con trai là rapper hạng nhất hoặc một cậu học sinh hạng 5.000".
Tháng 3 năm 2019, sau khi tốt nghiệp Đại học Global Cyber chuyên ngành Phát thanh và Giải trí, RM tham gia khóa học Thạc sĩ Quản trị Kinh doanh (MBA) tại Đại học Hanyang Cyber chuyên ngành Quảng cáo và Truyền thông.

## Nghệ danh
RM chọn cái tên "Rap Monster" trong khoảng thời gian làm thực tập sinh. Cái tên bắt nguồn từ ca từ của một bài hát mà anh viết được lấy cảm hứng từ "Rap Genius" của San E, trong đó có một phân đoạn mà San E tuyên bố mọi người nên gọi anh là "rap monster" vì anh "rap không ngừng nghỉ". Anh chọn nghệ danh này vì cảm thấy chúng "ngầu". RM mô tả bản thân mình có mối quan hệ yêu–ghét đối với cái tên này, cảm thấy không nên chọn chúng vì "giá trị đáng kinh ngạc" đối với anh.
Anh chính thức đổi nghệ danh thành "RM" vào tháng 11 năm 2017, khi anh xác định rằng "Rap Monster" không còn đại diện cho bản thân anh cũng như âm nhạc mà anh tạo ra. Trong buổi phỏng vấn với Entertainment Tonight vào năm 2019, RM cho biết cái tên "có thể tượng trưng cho nhiều thứ" và "chúng có thể chứa nhiều quang phổ rộng hơn". Trong đó có cụm từ được đề xuất là "Real Me".

## Sự nghiệp

### 2010–2013: Gia nhập Big Hit Entertainment và ra mắt với BTS
Năm 2009, RM tham gia thử giọng cho Big Deal Records, anh vượt qua vòng đầu tiên cùng Samuel Seo, nhưng trượt vòng thứ hai sau khi quên mất phần lời của mình. Mặc dù vậy, sau buổi thử giọng thì nam rapper Sleepy trao đổi thông tin liên lạc với RM, người mà sau này giới thiệu anh với nhà sản xuất Pdogg của Big Hit Entertainment. Năm 2010, Sleepy liên hệ RM và khuyến khích anh tham gia thử giọng cho CEO của Big Hit Entertainment là Bang Si-hyuk. Tài năng của anh sớm được Bang Si-hyuk công nhận, ông ngỏ lời mời RM—ở độ tuổi 16—gia nhập Big Hit và anh lập tức chấp nhận mặc dù cha mẹ không hề hay biết. Bang Si-hyuk và Pdogg sớm bắt đầu dự án thành lập nhóm nhạc hip hop mà sau này trở thành nhóm nhạc thần tượng đó là BTS.
RM được đào tạo trong 3 năm với rapper Min Yoon-gi và vũ công Jung Ho-seok, sau này được biết đến với nghệ danh lần lượt là Suga và J-Hope. Trong khoảng thời gian 3 năm làm thực tập sinh, RM thể hiện 5 bài hát trước khi ra mắt được ghi danh dưới tên BTS vào năm 2010 và 2011. Anh cũng từng là nhạc sĩ cho nhóm nhạc nữ Glam và đồng sáng tác bài hát đầu tay "Party (XXO)" của nhóm, một bài hát ủng hộ LGBT được Billboard khen ngợi là "một trong những bài hát có tư duy tiến bộ nhất của nhóm nhạc nữ K-pop trong thập niên qua." Ngày 13 tháng 6 năm 2013, RM ra mắt với BTS và bắt đầu đảm nhận vai trò sản xuất và sáng tác cho nhiều bài hát xuyên suốt sự nghiệp của nhóm. Ngày 29 tháng 8, RM thể hiện "Intro: O!RUL8,2?" trong mini album đầu tay O!RUL8,2? của BTS được phát hành dưới dạng đoạn giới thiệu trước khi phát hành album vào ngày 11 tháng 9, đánh dấu sản phẩm solo đầu tiên của anh sau khi ra mắt.

### 2014–2016: Hợp tác solo đầu tiên,RMvàProblematic Men
Ngày 5 tháng 8 năm 2014, Big Hit phát hành "Intro: What Am I To You?" do RM thể hiện cho album phòng thu đầu tiên Dark & Wild của BTS được phát hành vào ngày 20 tháng 8. Thông qua chương trình truyền hình thực tế American Hustle Life ghi lại quá trình sản xuất Dark & Wild, RM hình thành mối quan hệ hợp tác với Warren G, người đề nghị làm beat cho BTS. Trong buổi phỏng vấn với tạp chí Hip Hop Playa của Hàn Quốc, Warren G cho biết anh kết bạn với BTS thông qua chương trình và vẫn giữ liên lạc với nhóm sau khi họ trở về Hàn Quốc. Ngày 4 tháng 3 năm 2015, RM phát hành đĩa đơn "P.D.D (Please Don't Die)" hợp tác với Warren G trước khi phát hành mixtape solo đầu tay RM sau lời đề nghị hợp tác của Warren G. Bài hát phản ánh cảm xúc của RM đối với những người thù ghét và chỉ trích anh vào thời điểm đó, điều mà anh từng cảm thấy rất khó chịu. Cùng tháng 3, RM hợp tác với nhóm nhạc hip hop MFBTY, EE và Dino J trong bài hát "Bucku Bucku". Anh xuất hiện trong video âm nhạc của bài hát và đồng thời xuất hiện trong video âm nhạc cho bài hát khác của MFBTY là "Bang Diggy Bang Bang". RM lần đầu tiên hình thành mối quan hệ hợp tác lâu dài với thành viên Tiger JK của MFBTY sau khi gặp và bày tỏ sự ngưỡng mộ dành cho nam rapper trên một chương trình truyền hình vào năm 2013 khi Tiger JK đang quảng bá bài hát "The Cure".

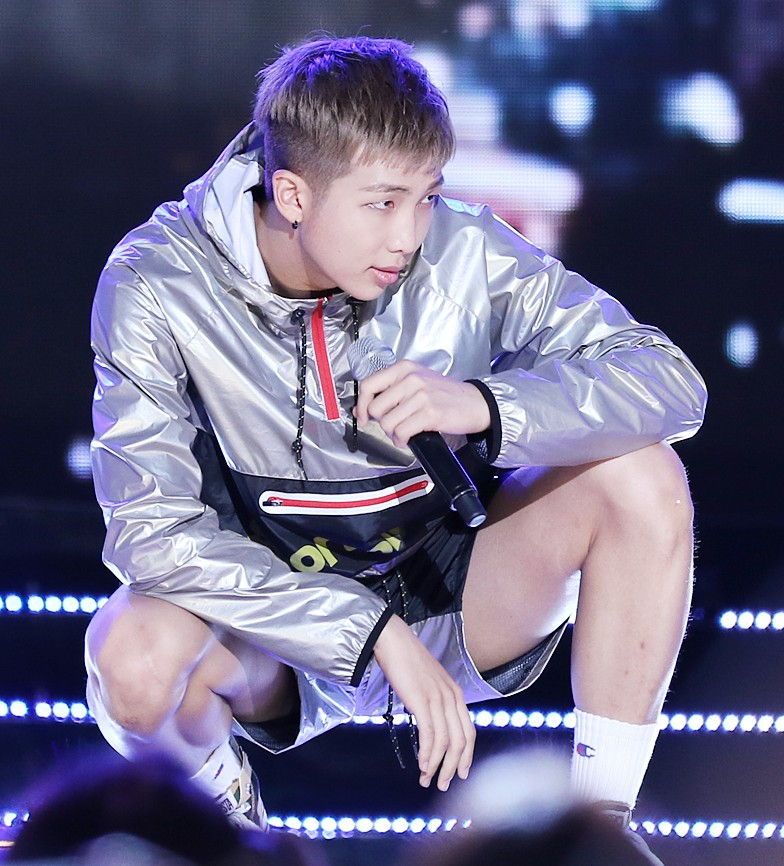
RM biểu diễn với BTS trên Show Champion vào tháng 7 năm 2015

RM được chọn làm thành viên cố định trong chương trình thực tế Hàn Quốc Problematic Men, nơi các thành viên được đặt ra nhiều câu hỏi đố và vấn đề khác nhau và họ phải vượt qua chúng bằng cách nói lên những suy nghĩ và kinh nghiệm của bản thân. Chương trình bắt đầu phát sóng từ ngày 26 tháng 2 năm 2015; mặc dù vậy, RM rời chương trình sau 22 tập do chuyến lưu diễn thế giới The Red Bullet Tour năm 2015 của BTS.
Ngày 17 tháng 3 năm 2015, RM phát hành mixtape solo đầu tay RM, đạt vị trí số 48 trong danh sách 50 album hip hop xuất sắc nhất năm 2015 của Spin. Mixtape đề cập đến nhiều chủ đề khác nhau, chẳng hạn như quá khứ của RM trong bài hát "Voice" và ý tưởng "bạn là bạn và tôi là tôi" trong bài hát "Do You". Chia sẻ về bài hát "God Rap", RM mô tả bản thân mình là một người vô thần, tin rằng chỉ có anh mới có thể làm chủ số phận mình. Quá trình sản xuất mixtape kéo dài khoảng 4 hoặc 5 tháng với RM thực hiện sản phẩm giữa các hoạt động của BTS. Năm sau, RM hồi tưởng lại khoảng thời gian anh viết phần lớn ca từ dựa trên những cảm xúc tiêu cực mà anh từng trải qua, chẳng hạn như sự tức giận và cơn thịnh nộ, nhưng khẳng định các bài hát không "100% thuộc chủ quyền của [anh]" và anh cảm thấy nhiều phần của mixtape là "chưa trưởng thành". Anh cũng cho biết thêm rằng anh hy vọng mixtape tiếp theo của mình sẽ là sản phẩm do chính anh tự thực hiện. Sau khi phát hành RM, anh hợp tác với Kwon Jin-ah trong bài hát "U" của Primary được phát hành vào tháng 4 cùng năm. Tháng 8, RM hợp tác với Marvel cho nhạc phim của Bộ tứ siêu đẳng tại Hàn Quốc và phát hành đĩa đơn "Fantastic" với sự góp giọng của Mandy Ventrice thông qua Melon, Genie, Naver Music cũng như các nền tảng âm nhạc khác. Tháng 8 năm 2016, bộ đôi Homme phát hành đĩa đơn "Dilemma" do RM và Bang Si-hyuk đồng sản xuất.

### 2017–2021: Mixtape thứ haiMonovà hợp tác
Tháng 3 năm 2017, RM hợp tác với nam rapper người Mỹ Wale và phát hành đĩa đơn đặc biệt chứa đựng thông điệp về xã hội là "Change" cùng video âm nhạc được quay vào khoảng 2 tuần trước khi phát hành. Cả hai lần đầu tiên hình thành mối quan hệ thông qua mạng xã hội Twitter với Wale liên hệ RM vào năm 2016 sau khi xem bản cover bài hát "Illest Bitch" của RM. RM quyết định về chủ đề của "Change", cho biết rằng mặc dù hai rapper cực kỳ khác nhau, nhưng điểm chung giữa họ là cả Hoa Kỳ và Hàn Quốc đều có tình hình chính trị, xã hội và cả hai đều muốn thế giới thay đổi theo chiều hướng tốt đẹp hơn. Tháng sau, RM hợp tác với Gaeko của Dynamic Duo trong bài hát "Gajah". Tháng 12, RM góp giọng trong phiên bản remix cho bài hát "Champion" của Fall Out Boy. Bài hát đạt vị trí số 18 trên Bubbling Under Hot 100 Singles của Billboard và giúp RM đạt vị trí số 46 trên Emerging Artists Chart trong tuần vào ngày 8 tháng 1 năm 2018. Ngày 27 tháng 12, RM làm nên lịch sử với tư cách là nghệ sĩ K-pop đầu tiên ra mắt trên bảng xếp hạng Rock Digital Songs, đạt vị trí số 2.
RM phát hành mixtape thứ hai Mono, còn được anh gọi là "danh sách phát", vào ngày 23 tháng 10 năm 2018. Anh trở thành nghệ sĩ Hàn Quốc đầu tiên đầu tiên đạt vị trí số 1 trên bảng xếp hạng Emerging Artists Chart tại Hoa Kỳ với mixtape này. Sản phẩm được các nhà phê bình đón nhận nồng nhiệt, họ khen ngợi RM thể hiện "nỗi bất an sâu sắc của mình trong các bài hát như 'Tokyo' và 'Seoul'". Bài hát "Seoul" được sản xuất bởi bộ đôi electropop người Anh Honne, họ lần đầu tiên phát hiện ra RM khi thấy anh giới thiệu âm nhạc của họ trên Twitter và gặp anh tại Seoul sau một trong những buổi hòa nhạc của họ. Tháng 11, RM hợp tác với Tiger JK trong bài hát "Timeless" cho album cuối cùng cũng như cuối cùng của nam rapper với tư cách là thành viên của Drunken Tiger. Tiger JK ban đầu dự đoán phân đoạn của RM sẽ chứa đựng ca từ khen ngợi bản thân, vốn là xu hướng của rap lúc bấy giờ; thay vào đó là RM viết ca từ về ý nghĩa lịch sử của cái tên Drunken Tiger.
Ngày 25 tháng 3 năm 2019, Honne thông báo hợp tác với RM trong phiên bản remake cho bài hát "Crying Over You" của họ với BEKA được phát hành vào ngày 27 tháng 3. Honne ban đầu phát hành "Crying Over You" với BEKA vào năm 2018. Trong khi phiên bản remake ban đầu được dự kiến phát hành vào tháng 1 năm 2019, nhưng bị trì hoãn do "trường hợp không thể lường trước". Nữ ca sĩ người Trung Quốc Bibi Zhou hợp tác với RM thay cho BEKA trong phiên bản tiếng Trung. Cùng ngày, Big Hit phát hành "Intro: Persona" do RM thể hiện dưới dạng đoạn giới thiệu cho mini album thứ sáu Map of the Soul: Persona của BTS. "Persona" ra mắt ở vị trí số 17 trên YouTube Song Chart của Billboard. Khoảng 3 tháng sau, vào ngày 24 tháng 7, RM phát hành phiên bản remake chính thức thứ tư cho "Old Town Road" của Lil Nas X là "Seoul Town Road". Ngày 29 tháng 12, có thông báo rằng RM sẽ góp giọng trong bài hát "Winter Flower" của Younha được phát hành vào ngày 6 tháng 1 năm 2020. RM cũng góp giọng trong bài hát chủ đề "Don't" trong album solo thứ hai của eAeon được phát hành vào ngày 30 tháng 4 năm 2021.

### 2022: Ra mắt solo
Nhân dịp kỷ niệm 9 năm ra mắt của BTS vào tháng 6 năm 2022, RM cho biết các thành viên sẽ tập trung nhiều hơn vào sản phẩm âm nhạc cá nhân của họ trong tương lai và các dự án sắp tới sẽ được phát hành dưới dạng album bán ra trên thị trường cùng các hoạt động quảng bá, thay vì dưới dạng mixtape miễn phí hoặc không được quảng bá. RM sau đó hợp tác với Balming Tiger trong đĩa đơn "Sexy Nukim" vào tháng 9 và phát hành album phòng thu solo đầu tay Indigo với bài hát chủ đề "Wild Flower" vào ngày 2 tháng 12. Album đạt vị trí cao nhất ở vị trí số 3 trên Billboard 200, đưa anh trở thành nghệ sĩ solo Hàn Quốc sở hữu album có vị trí cao nhất trong lịch sử bảng xếp hạng.
Năm 2023, RM đến Tây Ban Nha để tìm nguồn cảm hứng cho album thứ hai. Trong buổi phỏng vấn với EFE tại đây, anh bày tỏ về việc tìm kiếm bản sắc riêng của mình sau khi theo đuổi xu hướng K-pop xuyên suốt 10 năm qua với tư cách là một thành viên của BTS, đồng thời tiết lộ rằng anh sẽ "không tham gia bất kỳ dự án nào trong tương lai gần" do phải thực hiện nghĩa vụ quân sự bắt buộc. RM xuất hiện trong chiến dịch Xuân–Hè năm 2023 của Bottega Veneta vào cuối tháng 3 sau khi tham dự buổi ra mắt bộ sưu tập Thu năm 2023 của thương hiệu tại Milan Fashion Week vào 1 tháng trước đó.
Album phòng thu thứ hai của RM, Right Place, Wrong Person, được Big Hit công bố vào tháng 4 năm 2024 và ấn định ngày phát hành vào 24 tháng 5; đây là dự án đầu tiên của anh được phát hành sau khi nhập ngũ.

## Phong cách nghệ thuật và ảnh hưởng
RM sở hữu chất giọng baritone (giọng nam trung). Năm 2017, tạp chí hip hop XXL của Hoa Kỳ vinh danh anh trong danh sách 10 rapper Hàn Quốc mà bạn nên biết với nhà văn Peter A. Berry mô tả RM là "một trong những rapper khéo léo nhất trong khu vực, có khả năng chuyển đổi nhịp flow dễ dàng khi anh lướt qua một loạt các loại nhạc cụ đa dạng". Trong khi Crystal Tai từ South China Morning Post lưu ý rằng RM "nhận được nhiều lời khen ngợi vì nhịp flow tự nhiên và ca từ của anh". Chia sẻ về sản phẩm của RM, Bianca Mendez của tờ Noisey nhận xét "anh sở hữu một chút My Beautiful Dark Twisted Fantasy [của Kanye West] trong bản thân, nhưng gần hơn với... Earl Sweatshirt và Chance the Rapper trong tinh thần và điều đó thật thú vị". Tháng 1 năm 2020, anh trở thành thành viên chính thức của Hiệp hội Bản quyền Âm nhạc Hàn Quốc.
Theo cuộc khảo sát do Gallup Korea thực hiện, RM được chọn ở vị trí số 12 trong danh sách thần tượng được yêu thích nhất năm 2018. Anh được chọn ở vị trí số 11 vào năm 2019. Năm 2018, RM được Tổng thống Hàn Quốc trao tặng Huân chương Văn hóa với các thành viên khác của BTS nhờ những đóng góp của nhóm trong việc truyền bá văn hóa Hàn Quốc. Tháng 7 năm 2021, anh được Tổng thống Moon Jae-in bổ nhiệm làm Đặc phái viên của Tổng thống về Thế hệ Tương lai và Văn hóa với các thành viên khác của BTS nhằm "nâng cao nhận thức về chương trình nghị sự toàn cầu, tăng trưởng bền vững và củng cố sức mạnh ngoại giao của các quốc gia trên toàn cầu".

## Đời tư
Kể từ năm 2018, RM sống tại Hannam-dong, Seoul, Hàn Quốc với các thành viên cùng nhóm. Tháng 11 năm 2019, anh mua một căn hộ tại Yongsan-gu, Seoul trị giá 4,9 tỷ KRW và bán căn hộ này vào năm sau với giá 5,8 tỷ KRW. Tháng 6 năm 2021, có thông tin tiết lộ rằng anh mua một căn hộ khác tại Hannam-dong trị giá 5,7 triệu USD.

### Sức khỏe
RM trải qua cuộc phẫu thuật vẹo vách ngăn mũi vào năm 2018 và tạm ngừng hoạt động cùng nhóm để hồi phục sau cuộc phẫu thuật.

### Từ thiện
Nhân dịp sinh nhật lần thứ 25, RM quyên góp 100 triệu KRW cho Trường Seoul Samsung để hỗ trợ học sinh khiếm thính được giáo dục âm nhạc. Tháng 12 năm 2020, Hội đồng Nghệ thuật Hàn Quốc vinh danh RM là một trong 10 người bảo trợ nghệ thuật năm 2020 để ghi nhận khoản quyên góp 100 triệu KRW của anh cho Bảo tàng Nghệ thuật Đương đại và Hiện đại Quốc gia nhằm in và phân phối các loại sách nghệ thuật quý hiếm cho trường học và thư viện tại vùng nông thôn và miền núi. Tháng 9 năm 2022, RM quyên góp 100 triệu KRW trong 2 năm liên tiếp để góp phần bảo tồn và phục hồi di sản văn hoá Hàn Quốc ở nước ngoài thông qua Cục Quản lý Di sản Văn hóa và Quỹ Di sản Văn hóa Hàn Quốc.

## Danh sách đĩa nhạc
Album phòng thu
- Indigo (2022)
- Right Place, Wrong Person (2024)

Mixtape
- RM (2015)
- Mono (2018)

## Danh sách phim
| Năm  | Tên                                         | Vai trò                | Tập      | Ghi chú                                            | Nguồn         |
| ---- | ------------------------------------------- | ---------------------- | -------- | -------------------------------------------------- | ------------- |
| 2014 | 4 Things Show - Rap Monster                 | Bản thân               | 3        | Phim tài liệu về Rap Monster                       | [ 80 ]        |
| 2015 | Hot Brain: Problematic Men                  | Thành viên cố định     | 1–22     | Chương trình kiến thức/trắc nghiệm                 | [ 81 ] [ 82 ] |
| 2015 | Inkigayo                                    | Người dẫn chương trình | —        | với Sungjae (BtoB)                                 | [ 83 ]        |
| 2016 | Close-up Observation Diary on Idol: Find Me | Bản thân               | 2        | Chương trình thực tế về cuộc sống hàng ngày của RM | [ 84 ]        |
| 2016 | Gura-Chacha: Time Slip - New Boy            | Thành viên cố định     | Thí điểm | Chương trình thực tế                               | [ 85 ]        |
| 2016 | Inkigayo                                    | Người dẫn chương trình | —        | với Jin, Kei và Mijoo (Lovelyz)                    | [ 86 ]        |
| 2016 | Inkigayo                                    | Người dẫn chương trình | —        | với Jin                                            | [ 87 ]        |
| 2016 | KCON New York                               | Người dẫn chương trình | —        | với Ailee                                          | [ 88 ]        |
| 2017 | M Countdown                                 | Người dẫn chương trình | —        | với J-Hope và Jimin                                | [ 89 ]        |
| 2022 | The Dictionary of Useless Knowledge         | Người dẫn chương trình |          | với Jang Hang-jun                                  | [ 90 ]        |

## Giải thưởng và đề cử
| Năm  | Giải thưởng               | Hạng mục      | Đề cử                                         | Kết quả      | Nguồn  |
| ---- | ------------------------- | ------------- | --------------------------------------------- | ------------ | ------ |
| 2020 | Patron of the Arts Awards | —             | Kim Nam-joon                                  | Đoạt giải    | [ 78 ] |
| 2023 | Grammy Awards             | Album của năm | Music of the Spheres (với tư cách là nhạc sĩ) | Chưa công bố | [ 91 ] |